# 玉川安騎男
玉川 安騎男（たまがわ あきお、1967年 - ）は、日本の数学者。京都大学数理解析研究所教授。専門は数論幾何学。特に遠アーベル幾何学。
代数曲線のグロタンディーク予想を部分的に解決した業績で知られる。

## 来歴
1986年武蔵高等学校卒業。1990年東京大学理学部数学科卒業。1992年東京大学大学院理学系研究科数学専攻修士課程修了。同年京都大学数理解析研究所助手。1996年京都大学より博士（理学）の学位を取得。同年同研究所助教授。1997年日本数学会秋季賞受賞。2002年より同研究所教授。